# Chefredaktör

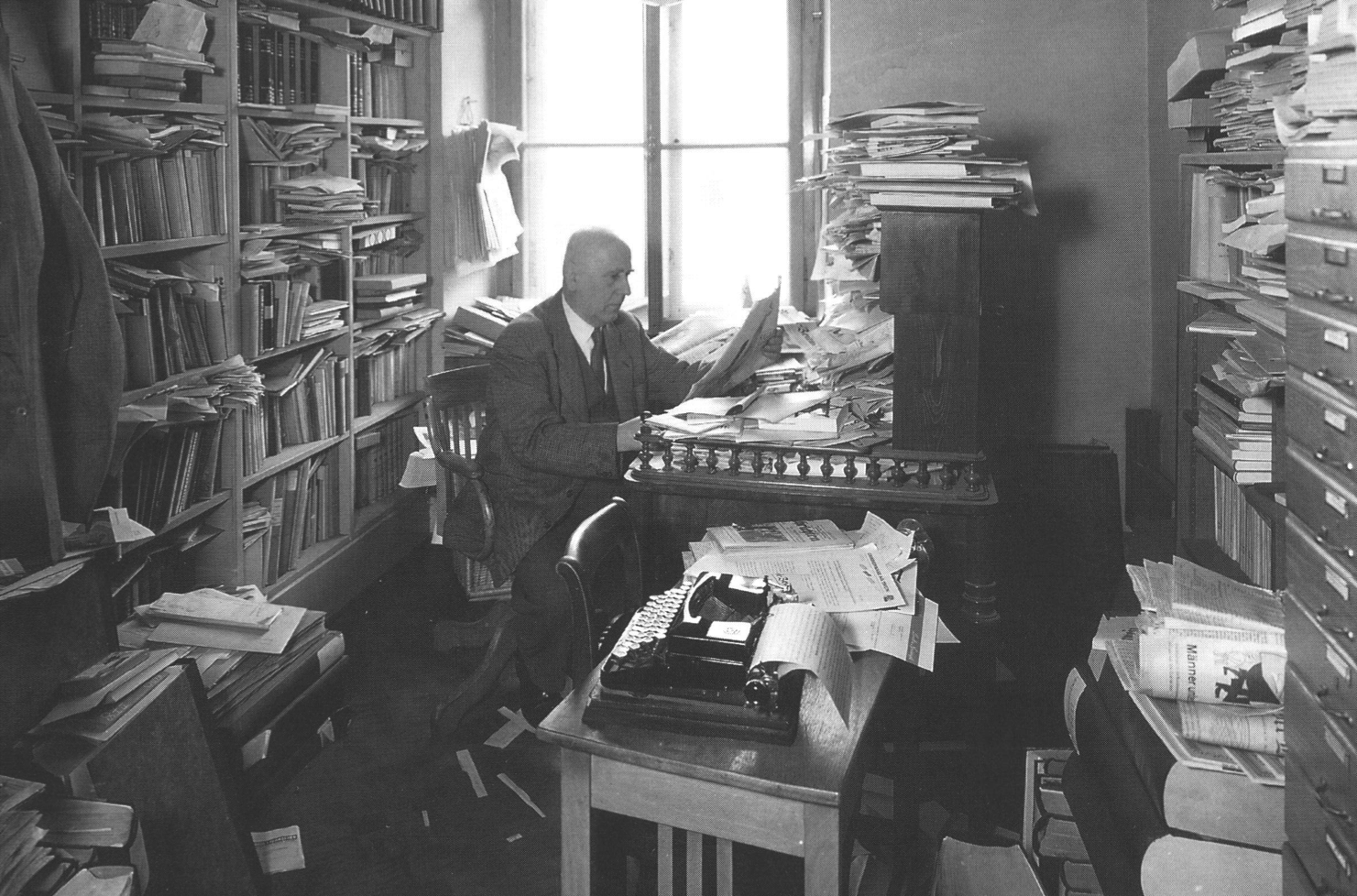
Den schweiziska chefredaktören August Bärlocher på sitt överfulla kontor i Baden 1949.

Chefredaktör den person som har den högsta journalistiska funktionen på en tidning, tidskrift eller annan media. Ibland är denne även ansvarig utgivare.

## Terminologi
Historiskt har ordet "redaktör" ofta använts synonymt med chefredaktör. Vissa tidningar som skiljer publicistiskt innehåll och opinionsinnehåll har ibland valt att även ge ledarsidans redaktör en titel som innehåller ordet chefredaktör. Den ansvarige för Aftonbladets och Svenska Dagbladets ledarsidor kallas exempelvis "politisk chefredaktör".
Om samma person är både chefredaktör och verkställande direktör och därmed har både publicistiskt och ekonomiskt ansvar kallas den ibland för publisher eller tidningschef i svensk tidningsvärld.

## Källhänvisningar
1. ↑  Detta kan bland annat ses i Sveriges dagliga tidningar i Sveriges statskalender 1955
2. ↑  Publisher eller tidningschef?, Medievärlden, 16 februari 2011